# 亨切什蒂區
亨切什蒂區（羅馬尼亞語：Hînceşti）是摩爾多瓦西部的一個區，西鄰羅馬尼亞，面積1,483.4平方公里，首府亨切什蒂。2004年人口119,762人，當中大部分是摩爾多瓦人（90.3％），其次是烏克蘭人（5.2％）、羅馬尼亞人（2.5%）、俄羅斯人（1.2％）、保加利亞人（0.2％）和加告茲人（0.1%）。